# Parque Centenario (Guayaquil)
El Parque Centenario de Guayaquil es uno de los más emblemáticos de la ciudad. Ubicado en la intersección de la Avenida Nueve de Octubre y la calle 6 de Marzo. Desde 1891 el Consejo Cantonal de Guayaquil, con el Dr. Pedro J. Boloña a la cabeza, decidió erigir un monumento en conmemoración del centenario de la independencia de Guayaquil y honrar a sus protagonistas. La idea de este homenaje se había tenido desde 1821, año posterior a la independencia.
La colocación de la primera piedra se realizó el 9 de octubre de 1899 y con ello se inició la construcción de la plaza, pero en 1901 la obra se vio en la necesidad de ampliar el perímetro, debido a la falta de proporción entre la el monumento central y la extensión de la plaza. A partir de 1911, gracias a la recomendación hecha por el Sr. José Gabriel Pino Roca, el cabildo realizó nuevas expropiaciones con el fin de ampliar el parque.
Fue inaugurado el 7 de octubre de 1920 por el presidente José Luis Tamayo, recordando los cien años de la independencia de Guayaquil. Su construcción terminó en 1937, con la colocación de la última estatua en las calles que lo circundan. En este parque se puede encontrar la Columna a los Próceres, la cual rinde homenaje a los próceres de la independencia registrada el 9 de octubre de 1820.